# Валявко Василь Антонович
Василь Антонович Валявко (нар. 1885, село Магдалинівка Северинівської волості Херсонської губернії, тепер у складі села Успенки Миколаївського району Одеської області — 1930, Москва) — український радянський діяч, чекіст, голова виконавчого комітету Маріупольської окружної ради. Член Центральної Контрольної Комісії КП(б)У в листопаді 1927 — червні 1930 р.

## Біографія
Народився у травні 1885 року в родині кравця (згодом чорнороба і шахтаря на копальнях Кривбасу). Родина переїхала у пошуках роботи на  Криворіжжя, де він і закінчив сільську школу. Працював пастухом, потім наймитом у поміщицьких маєтках.
У дванадцять років, в 1897 році, поступив на шахту в Кривбасі. У 1898 році почав працювати на копальні «Жовта Річка» Французького товариства, спочатку як коногон, потім хлопчиком при лікарні і листоношею. У 1900 році перейшов в механічну майстерню учнем слюсаря. У січні 1904 року, для набуття спеціальності залізничного машиніста, переїхав в місто Бендери, але змушений був незабаром повернутися до Кривого Рогу, де влаштувався працювати на копальні «Дубова Балка».
Член РСДРП з листопада 1904 року.
Брав активну участь у подіях революції 1905 року, був узятий на облік в поліції. У лютому 1906 року, попереджений про майбутнє затримання, переїхав у Катеринослав, а звідти на Донбас, в селище Юзівку. На Донбасі йому не вдалося влаштуватися на роботу і довелося повернутися в Криворіжжя, де влаштувався працювати на Карнаватській копальні.
На початку травня 1906 року за антиурядові дії був заарештований, засуджений і висланий на три роки в Архангельську губернію, де мешкав в місті Холмогори. Наприкінці 1909 року повернувся із заслання в Катеринославську губернію. Працював робітником Брянського заводу міста Катеринослава.
У квітні 1916 року знову заарештований і висланий на заслання в Іркутську губернію. Після Лютневої революції 1917 повернувся з Іркутської губернії в Катеринослав, а потім був відряджений для більшовицької партійної роботи в місто Кривий Ріг. На криворізькій копальні «Дубова Балка» заснував і очолив більшовицьку партійну організацію.
У 1917 році — член Катеринославського і Криворізького комітетів РСДРП(б), член Катеринославської і Криворізької рад робітничих, солдатських і селянських депутатів. У серпні 1917 року був обраний гласним Катеринославської міської думи. Один із організаторів Червоної гвардії в Кривбасі.
У 1918 році, у складі Першого Криворізького революційного полку, брав участь у боях з австро-угорськими військами під Нікополем, Олександрівськом, в Донбасі і на Дону. Разом із частинами Червоної армії брав участь в обороні міста Царицина від військ Білої гвардії. У 1919 році працював у Саратовській губернській надзвичайній комісії (ЧК).
У 1919 році — голова Катеринославської губернської надзвичайної комісії (ЧК). У липні — серпні 1919 року — голова Волинської губернської надзвичайної комісії (ЧК).
У 1920 році — голова виконавчого комітету Олександрійської повітової ради Херсонської губернії. У 1921 році — голова виконавчого комітету Чигиринської повітової ради Київської губернії. У 1922 році — голова Кременчуцької губернської ради народного господарства.
Потім — на господарській роботі. У 1926 році (до грудня) працював заступником торгового представника СРСР у Німеччині.
З березня по травень 1927 року — голова виконавчого комітету Маріупольської окружної ради.
У 1927—1928 роках — член колегії Народного комісаріату робітничо-селянської інспекції Української СРР.
Помер у червні 1930 року в Москві.